# Polyneoptera
Polyneoptera — когорта новокрилих комах.

## Опис
До групи належать комахи з неповним перетворенням. Ротовий апарат гризучого типу. Передні крила, у більшості випадків, тверді. Задні крила перетинчасті.

## Систематика
Когорта включає понад 20 тис. видів у 9 сучасних рядах, а також численні викопні форми.
- надряд Dictyoptera — тарганоподібні
  - ряд Blattodea — таргани
  - ряд Mantodea — богомоли
- надряд Orthopterida
  - ряд †Caloneurodea
  - ряд †Geraroptera
  - ряд Orthoptera — прямокрилі
  - ряд †Titanoptera
- ряд Incertae sedis
  - родина †Cacurgidae Handlirsch, 1911
  - родина †Chresmodidae Haase, 1890
  - родина †Permostridulidae Béthoux, Nel, Lapeyrie & Gand, 2003
  - родина †Protophasmatidae Brongniart, 1885
    - рід †Chenxiella Liu, Ren & Prokop, 2009
    - рід †Lobeatta Béthoux, 2005
    - рід †Nectoptilus Béthoux, 2005
    - рід †Sinopteron Prokop & Ren, 2007
- надряд †Perlidea
  - ряд †Cnemidolestida
- надряд Incertae sedis
  - ряд Dermaptera — вуховертки
  - ряд Embioptera — ембії
  - ряд †Eoblattida
  - ряд Notoptera
    - підряд Grylloblattodea — грилоблатиди
    - підряд Mantophasmatodea — гладіатори

  - ряд Phasmida — примарові
  - ряд Plecoptera — веснянки
  - ряд †Protorthoptera
  - ряд Zoraptera — зораптери